# Plattenburger Boys
Plattenburger Boys was een voetbalvereniging in de wijk Plattenburg van de Nederlandse stad Arnhem. De club was gevestigd tegen de spoorlijn van Arnhem naar Zutphen, is opgericht op 4 mei 1934 en na 9 jaar in 1943 al weer opgeheven. Tussen mei 1934 en september 1934 was de club bekend onder de naam H.M.S. Deze is in september 1934 veranderd in de naam Plattenburger Boys.
De Plattenburger Boys speelden in een zwart/wit shirt met een zwarte broek.

## Competitie
In 1937 deed Plattenburger Boys voor het eerst mee aan de competitie en behaalden volgens een wedstrijdverslag op 11 oktober dat jaar meteen hun eerste overwinning tegen De Watersnippen. In 1938 werden ze ingeloot om kans te maken op de KNVB Beker. Volgens een wedstrijdverslag van 31 januari 1938 verloren ze nipt van V.Y.D.O. Tot aan 1940 waren de Plattenburger Boys lid van de Arnhemsche voetbalbond, maar ook van de KNVB. Dit laatste seizoen is door de mobilisatie nooit afgemaakt. Bij het beëindigen van de competitie stonden de Plattenburger Boys op de laatste plaats in afdeling P met slechts 5 punten uit 15 wedstrijden. Op 30 maart 1940 kreeg de ploeg bezoek van Hertog Hendrik.
Vanaf seizoen 1940/1941 kwamen ze wederom uit voor de KNVB in de afdeling Arnhem. Ze speelden in de 4e klasse.